# HP1
HP1（heterochromatin protein 1）ファミリーは高度に保存されたタンパク質から構成され、細胞核で重要な機能を果たす。CBX（chromobox homolog）ファミリーとも呼ばれる。その機能は、ヘテロクロマチン形成による遺伝子発現抑制、転写活性化、セントロメアへの接着複合体の結合の調節、核周縁部への遺伝子の隔離、転写の一時停止、ヘテロクロマチンの完全性の維持、1ヌクレオソームレベルでの遺伝子の抑制、ユークロマチンのヘテロクロマチン化による遺伝子抑制、DNA修復など多岐にわたる。HP1タンパク質はヘテロクロマチンのパッケージングの基本的単位であり、ほぼすべての真核生物の染色体でセントロメアとテロメアに豊富に存在する。特筆すべき例外は出芽酵母であり、酵母特異的なサイレンシング複合体であるSIR（silent information regulatory）タンパク質が同様の機能を果たしている。HP1ファミリーのメンバーはN末端のクロモドメインとC末端のクロモシャドウドメインがヒンジ領域で隔てられていることで特徴づけられる。HP1はユークロマチン領域にも存在し、その結合は遺伝子の抑制と相関している。HP1は1986年にTharappel C. JamesとSarah Elginによって、キイロショウジョウバエDrosophila melanogasterで斑入り位置効果（position-effect variegation）と呼ばれる現象に関する因子として発見された。

## パラログとオルソログ
キイロショウジョウバエでは、HP1a、HP1b、HP1cという3つのホモログが見つかっている。その後、HP1のオルソログは分裂酵母Schizosaccahromeces pombe（Swi6）ツメガエルXenopus（Xhp1α、Xhp1γ）ニワトリ（CHCB1、CHCB2、CHCB3）、テトラヒメナ（Pdd1p）でも発見されている。哺乳類には3つのパラログ、HP1α、HP1β、HP1γが存在する。シロイヌナズナArabidopsis thalianaには1つのホモログLHP1（Like Heterochromatin Protein 1）が存在し、TFL2（Terminal Flower 2）という名称でも知られる。

### 哺乳類のHP1β
HP1βはヒストンメチルトランスフェラーゼSUV39H1と相互作用し、pericentric heterochromatin（セントロメア両端のヘテロクロマチン）とtelomeric heterochromatin（テロメアのヘテロクロマチン）の双方の構成要素である。HP1βはpericentric heterochromatin誘導性サイレンシングの量依存的修飾因子であり、サイレンシングはHP1βのクロモドメインとヒストンH3のトリメチル化されたリジン9番との動的な結合を伴うものであると考えられている。

## 相互作用するタンパク質
HP1は、さまざまな生物でさまざまな細胞機能を持つ多数のタンパク質や分子と相互作用するようである。こうしたHP1の相互作用パートナーとしては、ヒストンH1、ヒストンH3、リジン9番メチル化ヒストンH3、ヒストンH4、ヒストンメチルトランスフェラーゼ、DNAメチルトランスフェラーゼ、メチル化CpG結合タンパク質MeCP2、複製起点認識複合体タンパク質ORC2が挙げられる。

## 結合の親和性と協同性
HP1は、クロモドメイン、クロモシャドウドメイン、ヒンジドメインという3つの主要な構成要素からなる多用途の構造を持つ。クロモドメインはHP1とリジン9番残基がトリメチル化されたヒストンH3との特異的な結合親和性を担う。リジン9番がメチル化されたヒストンH3を含むヌクレオソームに対するHP1の親和性は、リジン9番がメチル化されていないヌクレオソームに対する親和性よりも高い。HP1はヌクレオソームに二量体として結合し、基本的に多量体の複合体を形成する。一部の研究では、最も近接した分子との協同的結合の観点からHP1の結合の解釈が行われている。しかしながら、in vitroでヌクレオソームアレイへのHP1の結合を解析したデータによると、HP1の結合等温線は近接するHP1二量体との協同的相互作用を伴わない単純モデルによって説明される。それにもかかわらず、in vivoではHP1の最近接分子同士の選択的相互作用によって、HP1とその標識はヌクレオソーム鎖に沿った限定的な拡大が行われる。
HP1のクロモドメインの結合親和性は、選択的スプライシングにも関与することが示唆されている。HP1は選択的エクソンのエンハンサーとしてもサイレンサーとしても作用しうる。HP1が果たす正確な役割は遺伝子によって異なり、遺伝子領域のメチル化パターンに依存している。ヒトでは、HP1のスプライシングにおける役割はフィブロネクチン遺伝子のEDAエクソンの選択的スプライシングに関して特徴づけられている。この経路では、HP1はEDAエクソンの選択的スプライシングの抑制を媒介するタンパク質として作用する。遺伝子領域内のクロマチンがメチル化されていない場合、HP1は結合せずEDAエクソンは転写される。クロマチンがメチル化されている場合には、HP1がクロマチンに結合してスプライシング因子SRSF3をリクルートする。SRSF3は成熟転写産物からEDAエクソンを切り出す。この機構では、HP1はヒストンH3リジン9番がメチル化されたクロマチンを認識し、mRNAの選択的スプライシングを行うためにスプライシング因子をリクルートし、成熟転写産物からEDAエクソンを除去する。

## DNA修復における役割
DNAが紫外線や酸化によって損傷した部位や切断した部位には、HP1の全てのアイソフォーム（HP1α、HP1β、HP1γ）がリクルートされる。HP1はこうした損傷からのDNA修復に必要である。DNA損傷部位において、HP1の存在はその後のDNA修復経路に関与する他のタンパク質のリクルートを補助する。DNA損傷部位へのHP1のリクルートは迅速であり、UV損傷後180秒以内に最大リクルート量の半値に達し、二本鎖切断の場合は85秒以内に到達する。

## 関連文献
- “HP1: facts, open questions, and speculation”. Journal of Structural Biology 140 (1-3):  10–6. (Oct–Dec 2002). doi:10.1016/S1047-8477(02)00536-1. PMID 12490149. Review